# Jean-Pierre Augert
Jean-Pierre Augert (San Giovanni di Moriana, 13 gennaio 1946 – Fontcouverte-la-Toussuire, 15 febbraio 1976) è stato uno sciatore alpino francese.

## Biografia
Jean-Pierre Augert proveniva da una famiglia di grandi tradizioni nello sci alpino: era cugino di Jean-Noël Augert e zio di Jean-Pierre e Vanessa Vidal, tutti a loro volta sciatori alpini; sciatore polivalente, debuttò in campo internazionale in occasione della Coppa Émile Allais 1965 (Megève, 29-31 gennaio), senza completare lo slalom speciale. In Coppa del Mondo esordì nella stagione inaugurale del circuito, il 21 gennaio 1967 a Kitzbühel in discesa libera (39º); nello stesso anno alla Coppa dei Paesi alpini (Badgastein, 6-12 febbraio) si classificò 2º nello slalom speciale e 3º nella combinata e al Critérium de la première neige (Val-d'Isère, 12-15 dicembre) fu 2º nella combinata.
Ottenne il primo piazzamento a punti in Coppa del Mondo il 21 gennaio 1968 a Kitzbühel in slalom speciale (7º) e alla Coppa Émile Allais di quell'anno (Megève, 23-28 gennaio), non valida per la Coppa del Mondo, si classificò 3º nella combinata; ai successivi X Giochi olimpici invernali di Grenoble 1968, sua unica presenza olimpica e iridata, non concluse lo slalom speciale. In Coppa del Mondo conquistò tre podi, tre secondi posti nelle tre specialità previste all'epoca: il 29 marzo 1968 a Rossland in slalom speciale dietro a Jean-Claude Killy, il 6 gennaio 1969 ad Adelboden in slalom gigante dietro a Jean-Noël Augert e il 9 febbraio 1969 a Cortina d'Ampezzo in discesa libera dietro a Jos Minsch. Sempre nel 1969 fu 2º nella combinata del trofeo del Lauberhorn (Wengen, 11-12 gennaio), non valida per la Coppa del Mondo.
Nel massimo circuito ottenne l'ultimo piazzamento a punti il 5 gennaio 1970 ad Adelboden in slalom gigante (6º) e prese per l'ultima volta il via il 1º febbraio seguente a Garmisch-Partenkirchen in discesa libera (19º); al Michel Bozon memorial di quello stesso 1970 (Chamonix, 28 febbraio-1º marzo), suo congedo agonistico, si classificò 2º sia nello slalom speciale sia nella combinata. Morì nel 1976 travolto da una valanga.

## Palmarès

### Coppa del Mondo
- Miglior piazzamento in classifica generale: 15º nel 1968 e nel 1969
- 3 podi:
  - 3 terzi posti